# Leanne Guinea
Leanne Guinea (née en février 1985) est une céiste australienne pratiquant le slalom.

## Palmarès

### Championnats du monde de canoë-kayak slalom
- 2009 à La Seu d'Urgell,  Espagne
  - 1re en C1, épreuve d'exhibition
- 2010 à Tacen,  Slovénie
  -  Médaille d'argent en C1